# Каттарогас (индейская резервация)
Каттарогас (англ. Cattaraugus Reservation) — индейская резервация ирокезоязычного племени сенека, расположенная в северо-западной части штата Нью-Йорк, США.

## История
Во время войны за независимость США мохоки, онондага, сенека и кайюга были в союзе с британцами против американских колонистов. Онайда и тускарора присоединились к повстанцам — для конфедерации ирокезов война белых вылилась в гражданскую войну.
После поражения Британии часть сенека мигрировала в Верхнюю Канаду в резервацию Сикс-Нейшенс на реке Гранд-Ривер. Большая часть народа, оставшаяся на территории современного штата Нью-Йорк, впоследствии была вынуждена уступить земли в соответствии с договором Канандайгуа 1794 года и договором Биг-Три 1797 года, что привело к созданию резерваций на западе штата, в том числе индейской резервации Каттарогас.
Большинство сенека в штате Нью-Йорк сформировало современное выборное правительство, объединившись в 1848 году в индейскую нацию сенека, в управлении которой стало три резервации — Аллегейни, Каттарогас и Ойл-Спрингс, отделилась лишь группа Тонаванда, решив сохранить традиционную форму племенного правления.

## География
Резервация расположена на северо-западе штата Нью-Йорк и охватывает три округа, в порядке убывания площади территории суши этими округами являются — Эри (65,43 км²), Каттарогус (15,14 км²) и Шатокуа (6,34 км²).
Общая площадь резервации составляет 89,13 км², из них 86,9 км² приходится на сушу и 2,23 км² — на воду. Административным центром резервации является деревня Ирвинг.

## Демография
Бюро переписи населения США собирает отдельные демографические данные для каждой части резервации.

### Округ Каттарогус
2000 год
Согласно федеральной переписи населения 2000 года в резервации проживало 388 человек, насчитывалось 127 домашних хозяйств и 136 жилых домов. Плотность населения составляла 25,63 чел./км².  Расовый состав по данным переписи распределился следующим образом: 4,38 % белых и 95,62 % индейцев. Испаноязычные или латиноамериканцы любой расы составили 4,12 %.
Из 127 домашних хозяйств в 49,6 % — воспитывали детей в возрасте до 18 лет, 32,3 % — представляли собой совместно проживающие супружеские пары, в 35,4 % — проживали женщины-домохозяйки без мужа, и 25,2 % — не имели семей. 20,5 % домохозяйств состояли из одного человека, и в 1,6 % проживал один человек в возрасте 65 лет и старше.
Население резервации по возрастному диапазону распределилось следующим образом: 36,1 % — жители младше 18 лет, 10,8 % — от 18 до 24 лет, 31,2 % — от 25 до 44 лет, 19,1 % — от 45 до 64 лет, и 2,8 % — в возрасте 65 лет и старше. На каждые 100 женщин приходилось 91,1 мужчин.
Средний доход на одно домашнее хозяйство в индейской резервации составлял 27 292 доллара США, а средний доход на одну семью — 26 458 долларов. Мужчины имели средний доход в 21 750 доллара в год против 23 750 доллара среднегодового дохода у женщин.  Доход на душу населения в резервации составлял 12 443 доллара в год. Около 25,3 % семей и 24,5 % всего населения находились за чертой бедности, в том числе 34,4 % тех, кому ещё не исполнилось 18 лет, и ни одного старше 65 лет.
2020 год
В 2020 году в резервации проживало 498 человек. Расовый состав населения: белые — 50,6 %, коренные американцы (индейцы США) — 43 %, представители других рас — 0,6 %, представители двух или более рас — 5,8 %. Испаноязычные или латиноамериканцы любой расы составили 3,8 %. Плотность населения составляла 32,9 чел./км².

### Округ Шатокуа
2000 год
Согласно федеральной переписи населения 2000 года в резервации проживало 23 человека, насчитывалось 10 домашних хозяйств и 12 жилых домов. Плотность населения составляла 3,63 чел./км².  Расовый состав по данным переписи распределился следующим образом: 26,09 % белых и 73,91 % индейцев.
Из 10 домашних хозяйств в 40 % — воспитывали детей в возрасте до 18 лет, 40 % — представляли собой совместно проживающие супружеские пары, и 40 % — не имели семей. 30 % домохозяйств состояли из одного человека, и ни в одном не проживал один человек в возрасте 65 лет и старше.
Население резервации по возрастному диапазону распределилось следующим образом: 30,4 % — жители младше 18 лет, 13 % — от 18 до 24 лет, 26,1 % — от 25 до 44 лет, 13 % — от 45 до 64 лет, и 17,4 % — в возрасте 65 лет и старше. На каждые 100 женщин приходилось 130 мужчин.
Средний доход на одно домашнее хозяйство в индейской резервации составлял 19 286 доллара США, а средний доход на одну семью — 17 813 долларов. Мужчины имели средний доход в 0 доллара в год против 0 доллара среднегодового дохода у женщин.  Доход на душу населения в резервации составлял 11 421 доллар в год. Около 42,9 % семей и 31,6 % всего населения находились за чертой бедности, в том числе 100 % тех, кому ещё не исполнилось 18 лет, и ни одного старше 65 лет.
2020 год
В 2020 году в резервации проживало 43 человека. Расовый состав населения: белые — 27,9 %, коренные американцы (индейцы США) — 41,9 %, океанийцы — 4,7 %, представители других рас — 16,3 %, представители двух или более рас — 9,3 %. Испаноязычные или латиноамериканцы любой расы составили 14 %. Плотность населения составляла 6,78 чел./км².

### Округ Эри
2000 год
Согласно федеральной переписи населения 2000 года в резервации проживало 2001 человек, насчитывалось 703 домашних хозяйств и 753 жилых дома. Плотность населения составляла 30,58 чел./км².  Расовый состав по данным переписи распределился следующим образом: 11,74 % белых, 86,81 % индейцев, 0,05 % океанийцев, 0,20 % представителей других рас и 1,2 % представителей двух или более рас. Испаноязычные или латиноамериканцы любой расы составили 0,9 %.
Из 703 домашних хозяйств в 41,1 % — воспитывали детей в возрасте до 18 лет, 30,6 % — представляли собой совместно проживающие супружеские пары, в 29,2 % — проживали женщины-домохозяйки без мужа, и 31,6 % — не имели семей. 26 % домохозяйств состояли из одного человека, и в 11 % проживал один человек в возрасте 65 лет и старше.
Население резервации по возрастному диапазону распределилось следующим образом: 35,3 % — жители младше 18 лет, 8,6 % — от 18 до 24 лет, 29,5 % — от 25 до 44 лет, 17,4 % — от 45 до 64 лет, и 9,1 % — в возрасте 65 лет и старше. На каждые 100 женщин приходилось 91,3 мужчин.
Средний доход на одно домашнее хозяйство в индейской резервации составлял 28 713 долларов США, а средний доход на одну семью — 27 933 долларов. Мужчины имели средний доход в 25 735 долларов в год против 23 438 долларов среднегодового дохода у женщин. Доход на душу населения в резервации составлял 12 382 доллара в год. Около 27,8 % семей и 30,6 % всего населения находились за чертой бедности, в том числе 41,9 % тех, кому ещё не исполнилось 18 лет, и 16,2 % старше 65 лет.
2020 год
В 2020 году в резервации проживало 2135 человек. Расовый состав населения: белые — 25,2 %, афроамериканцы — 1,9 %, коренные американцы (индейцы США) — 66,6 %, представители других рас — 0,4 %, представители двух или более рас — 5,9 %. Испаноязычные или латиноамериканцы любой расы составили 3,1 %. Плотность населения составляла 32,63 чел./км².